# كريس مالون
كريس مالون (بالإنجليزية: Chris Malone)‏ هو لاعب اتحاد الرغبي أسترالي، ولد في 8 يناير 1978.

## وصلات خارجية
- كريس مالون على موقع ItsRugby.co.uk (الإنجليزية)